# David Cancola
David Cancola (* 23. červen 1996, Rakousko) je rakouský fotbalový záložník, od léta 2020 hráč klubu FC Slovan Liberec.

## Klubová kariéra

### Mládežnické roky
V průběhu mládežnických let hrál Cancola za týmy jako SZ Marswiese, First Vienna FC, DSV Fortuna 05 nebo FK Austria Vídeň. V jejím dresu pak v sezóně 2013/14 nastoupil do šesti utkání Juniorské ligy, když odehrál utkání proti Portu, Atléticu Madrid, Petrohradu a Benfice.

### FK Austria Vídeň
Premiéru v dresu prvního týmu Austrie si odbyl v roce 2017, bylo to v utkání Evropské ligy proti Osijeku. Trvaleji se ale do sestavy "áčka" neprosadil a tak chodil po hostováních. Trvale z kádru vypadl v létě 2018, kdy byl přesunut do mládežnického týmu Austrie s názvem Young Violets Austria Vídeň.

#### SC Wiener Neustadt (hostování)
Do prvoligového rakouského Neustadtu přišel na roční hostování v srpnu 2017. Za tu dobu nastoupil celkově do 19 ligových zápasů, ve kterých se střelecky neprosadil.

### Young Violets Austria Vídeň
Do mládežnického klubu Austrie byl přesunut v červenci 2018. Tento klub v tu dobu hrál druhou nejvyšší rakouskou soutěž. Za tu dobu nastoupil Cancola do 14 ligových utkání, ve kterých vstřelil dvě branky.

### TSV Hartberg
Do prvoligového Hartbergu přišel v únoru 2019 a vypracoval si zde i stabilnější místo v sestavě. Za rok a půl svého působení v tomto týmu nastoupil celkově do 40 ligových utkání, ve kterých se střelecky prosadil celkem třikrát. Odehrál také jedno utkání v rámci ÖFB-Cupu.

### FC Slovan Liberec
Do českého prvoligového Liberce přišel v létě 2020 a premiéru v dresu prvního týmu si odbyl v září 2020 v utkání proti Karviné. Dočkal se také startu v evropských pohárech, když nastoupil do jednoho utkání základní skupiny Evropské ligy proti Hoffenheimu. Po jednom utkání si připsal také v MOL Cupu a v dresu třetiligové rezervy.
V zimě 2020 s ním již nebylo počítáno a byl z kádru Liberce uvolněn, nakonec však dostal další šanci a byl přijat zpět na soupisku. K 2. březnu 2021 nastoupil celkem do třech ligových utkání, ve kterých na vstřelenou branku čeká.

## Klubové statistiky
- aktuální k 2. březen 2021

| Tým                         | Sezona            | Liga   | Liga   | Pohár  | Pohár  | Evropské poháry | Evropské poháry |
| Tým                         | Sezona            | Zápasy | Branky | Zápasy | Branky | Zápasy          | Branky          |
| --------------------------- | ----------------- | ------ | ------ | ------ | ------ | --------------- | --------------- |
| FK Austria Vídeň            | 2017/18           | 1      | 0      | -      | -      | 1               | 0               |
| SC Wiener Neustadt          | 2017/18           | 19     | 0      | -      | -      | -               | -               |
| Young Violets Austria Vídeň | 2018/19 (2. liga) | 14     | 2      | -      | -      | -               | -               |
| TSV Hartberg                | 2018/19           | 11     | 2      | -      | -      | -               | -               |
| TSV Hartberg                | 2019/20           | 29     | 1      | 1      | 0      | -               | -               |
| FC Slovan Liberec B         | 2020/21 (3. liga) | 1      | 0      | -      | -      | -               | -               |
| FC Slovan Liberec           | 2020/21           | 3      | 0      | 1      | 0      | 1               | 0               |
| Celkem                      | Celkem            | 78     | 5      | 2      | 0      | 2               | 0               |